# We're in the Money (film)

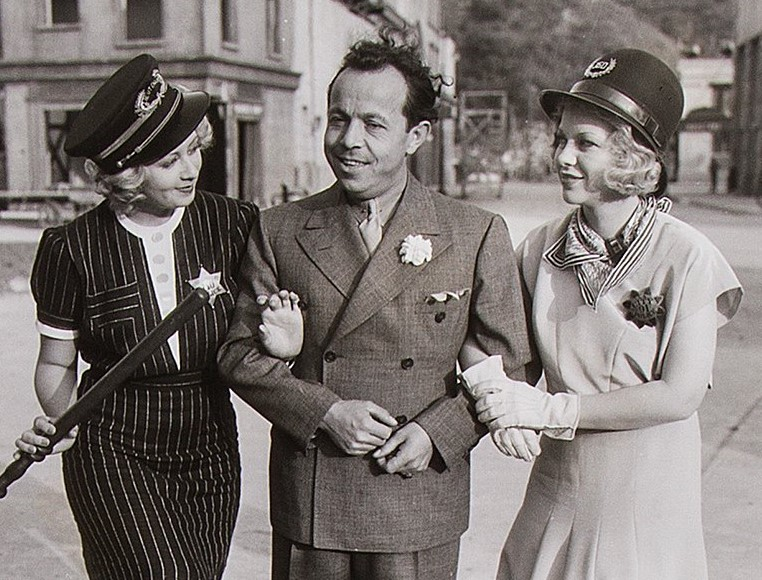
Joan Blondell et Glenda Farrell sur le tournage du film.

Pour l’article homonyme, voir We're in the Money.
We're in the Money est un film américain réalisé par Ray Enright, sorti en 1935.

## Synopsis
Ginger Stewart et Dixie Tilton se voient offrir 1 000 $ par l'avocat Homer Bronson pour signifier des assignations à comparaître à des témoins réticents dans le cadre d'un procès pour rupture de promesse intenté par Claire LeClaire contre le riche C. Richard Courtney. Ils ont une date limite : une nouvelle loi d'État entrera en vigueur dans quelques semaines interdisant de telles poursuites. À l'insu de Ginger, elle connaît déjà le défendeur ; elle et Courtney, se faisant passer pour un chauffeur nommé Carter, sont tombés amoureux. Courtney lui-même ne sait pas que Ginger est huissier.
Ginger et Dixie parviennent à solliciter trois de leurs témoins méfiants : le chanteur de boîte de nuit Phil Logan, le gangster « Butch » Gonzola et le lutteur professionnel Man Mountain Dean. Courtney, sur les conseils de son avocat, Stephen Dinsmore, se prépare à se mettre à l'abri sur son yacht. Cependant, Ginger saute d'un bateau à moteur piloté par Bronson et fait semblant d'être en détresse. Elle est secourue par les hommes d'équipage de Courtney. Elle et Courtney apprennent enfin la véritable identité de l'autre, mais finissent par admettre qu'ils s'aiment et décident de se marier. Ginger envoie un message à Dixie, lui demandant d'apporter quelques affaires dont elle aura besoin pour la lune de miel. Cependant, Dixie suppose que son partenaire ne fait qu'attirer Courtney, et lorsque le couple pose le pied sur le quai, Dixie lui remet la dernière assignation à comparaître. Courtney suppose également que Ginger ne faisait que jouer la comédie et rompt avec colère avec elle.
Au procès, Bronson montre une photo de LeClaire confortablement blottie sur les genoux de Courtney. Courtney accepte d'épouser LeClaire. Plus tard, cependant, Bronson confie à Ginger et Dixie qu'il a truqué la photo en faisant un montage. Ginger se précipite et arrête la cérémonie de mariage juste à temps. Elle et Courtney se réconcilient alors.

## Fiche technique
- Réalisation : Ray Enright
- Scénario : F. Hugh Herbert, Brown Holmes d'après une histoire de George Bilson
- Photographie : Arthur L. Todd
- Montage : Owen Marks
- Musique : Heinz Roemheld, Leo F. Forbstein
- Genre : Comédie[1],[2]
- Distributeur : Warner Bros.
- Durée : 66 minutes
- Date de sortie : 17 août 1935

## Distribution
- Joan Blondell : Ginger Stewart
- Glenda Farrell : Dixie Tilton
- Hugh Herbert : Lawyer Homer Bronson
- Ross Alexander : C. Richard Courtney
- Hobart Cavanaugh : Max
- Phil Regan : Singer Phil Logan
- Anita Kerry : Claire LeClaire
- Henry O'Neill : Lawyer Stephen 'Dinsy' Dinsmore